# Phosphure de gallium
Pour les articles homonymes, voir GAP.
Le phosphure de gallium, GaP, est un semi-conducteur composite binaire de type III-V, constitué de phosphore et de gallium.

## Cristallographie
Comme l'arséniure de gallium, le phosphure de gallium a une structure cristallographique de type « blende ».